# 육체의 문 (1981년 영화)
"육체의 문"(肉體의 門)은 한국에서 제작된 이기환 감독의 1981년 영화이다. 김병학 등이 주연으로 출연하였고 김기영 등이 제작에 참여하였다.

## 출연

### 주연
- 김병학
- 김해숙
- 김기섭
- 장일식

## 기타
- 조명: 서병수
- 녹음: 김성찬